# Mecistoptera leucotrigona
Mecistoptera leucotrigona är en fjärilsart som beskrevs av George Francis Hampson. Mecistoptera leucotrigona ingår i släktet Mecistoptera och familjen nattflyn. Inga underarter finns listade i Catalogue of Life.